# Balacobaco
Balacobaco — альбом бразильской рок-певицы Риты Ли, выпущенный в 2003 году.
| Оценки критиков | Оценки критиков |
| Источник        | Оценка          |
| --------------- | --------------- |
| Allmusic        | [ 1 ]           |

## Список композиций
| №   | Название           | Автор(ы)                                              | Длительность |
| --- | ------------------ | ----------------------------------------------------- | ------------ |
| 1.  | «Amor e Sexo»      | Рита Ли, Роберто де Карвальо, Арнальдо Жабор          | 3:39         |
| 2.  | «A Fulana»         | Ли, Карвальо                                          | 3:49         |
| 3.  | «As Mina de Sampa» | Ли, Карвальо                                          | 3:41         |
| 4.  | «Copacabana Boy»   | Ли, Карвальо                                          | 3:46         |
| 5.  | «Balacobaco»       | Ли, Карвальо                                          | 4:36         |
| 6.  | «Já Te Falei»      | Карлиньюс Браун, Арнальдо Антунес, Мариса Монте, Дади | 3:33         |
| 7.  | «Nave Terra»       | Ли, Карвальо                                          | 4:15         |
| 8.  | «A Gripe do Amor»  | Ли, Карвальо                                          | 4:18         |
| 9.  | «Tudo Vira Bosta»  | Моакир Франко                                         | 3:43         |
| 10. | «Eu e Mim»         | Ли, Карвальо                                          | 3:07         |
| 11. | «Over the Rainbow» | Гарольд Арлен, E.Y. Harburg                           | 3:44         |
| 12. | «Hino dos Malucos» | Ли, Карвальо, Фернанда Янг, Александре Мачадо         | 4:18         |